# Kuchnia arabska

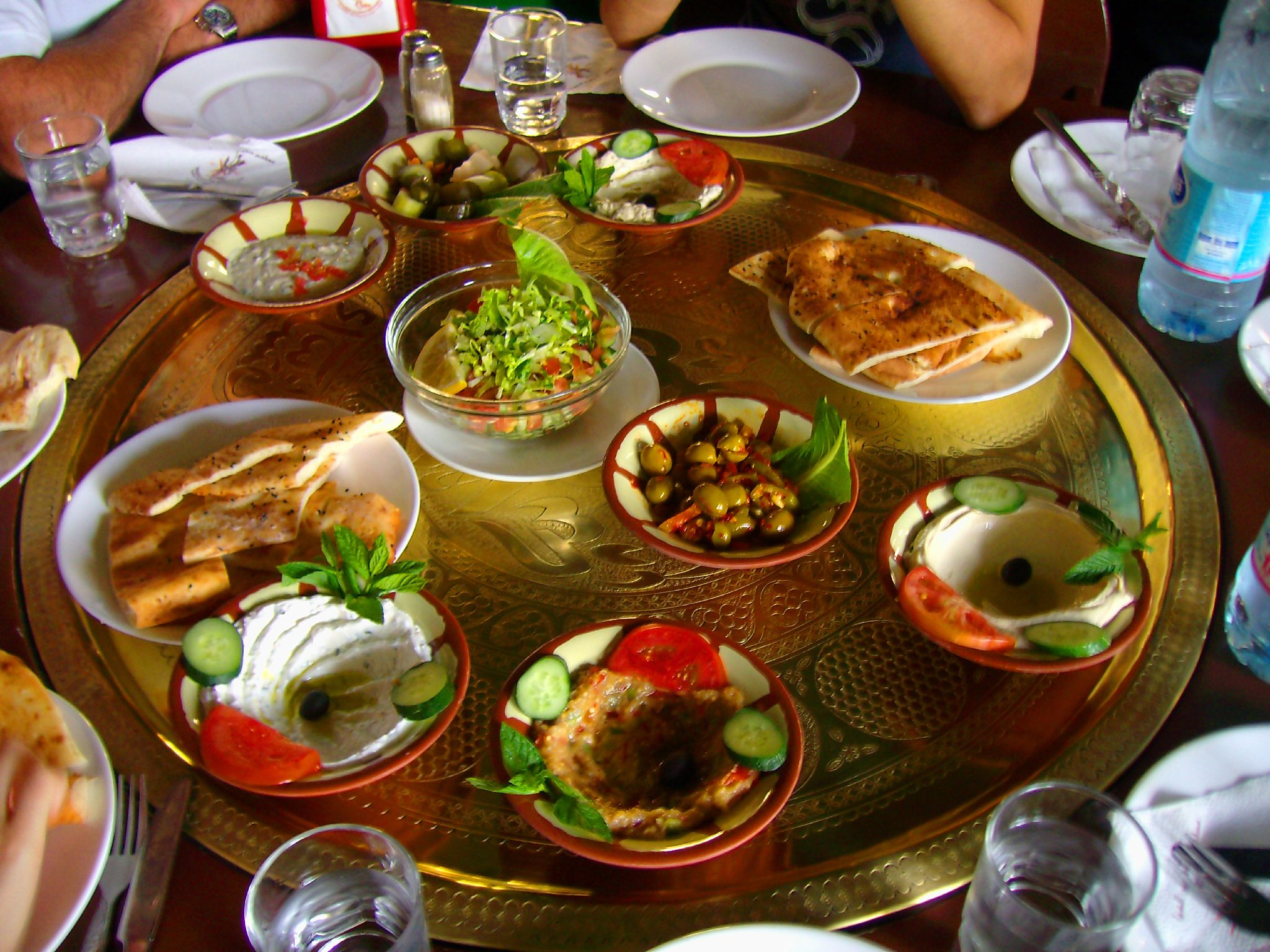
Meze

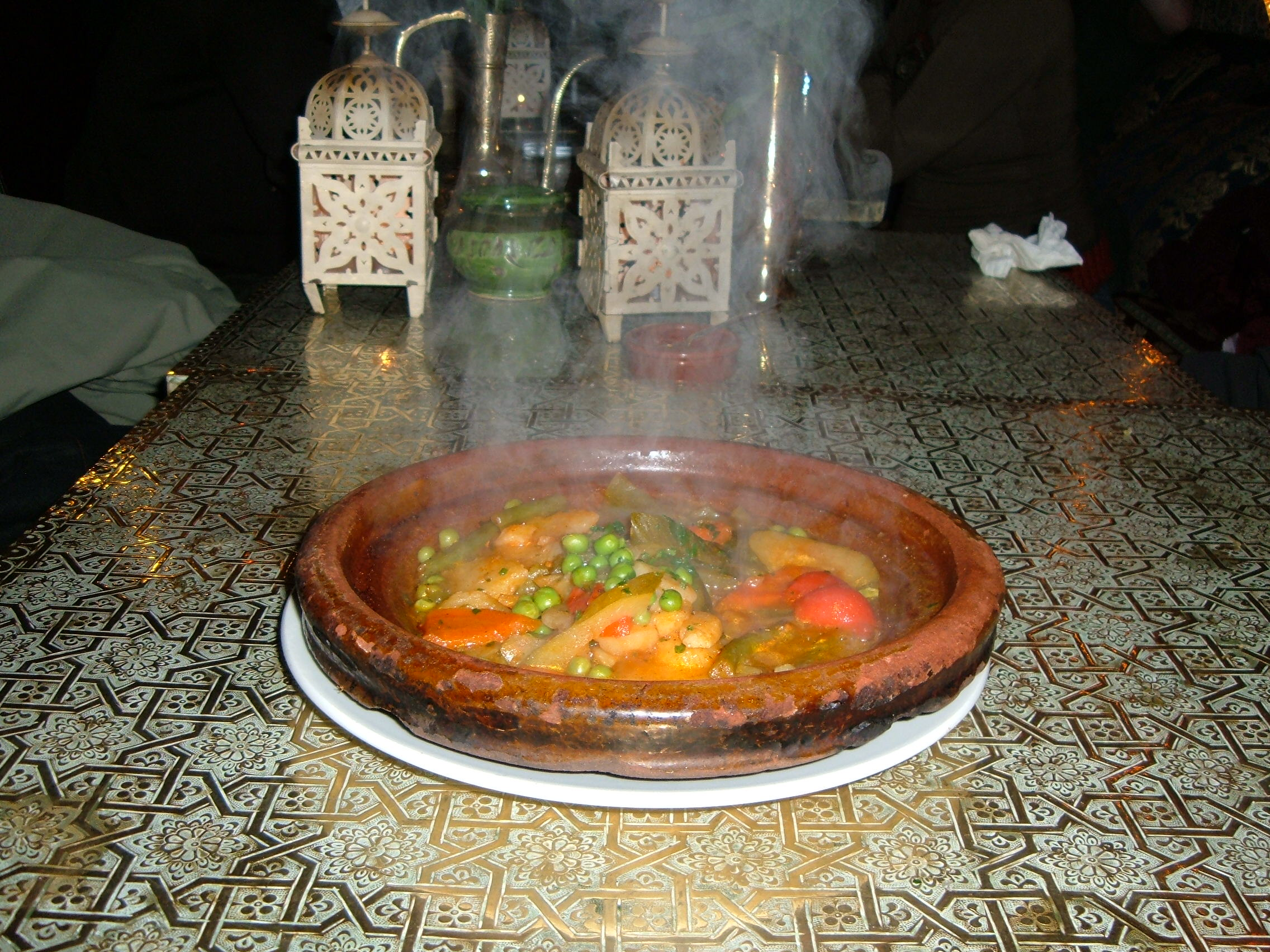
Potrawa tażin w wersji wegetariańskiej

Termin kuchnia arabska obejmuje potrawy pochodzące z krajów świata arabskiego i w każdym z tych regionów znacznie się różni. Wspólnymi elementami są: upodobanie do warzyw (bakłażan, pomidory, papryka, cukinia, pietruszka, cebula, czosnek), owoców (granaty, cytryny, figi), ziół i przypraw, ryżu, kasz (unika się ziemniaków) oraz roślin strączkowych, zwłaszcza ciecierzycy i soczewicy. Najpopularniejszymi daniami lub dodatkami do dań są m.in.: hummus, falafel, zupa harira, tabouleh. Kuchnia krajów pustynnych (bliskowschodnich) opiera się na daniach z baraniny, zaś kuchnia arabska krajów śródziemnomorskich (Liban, Tunezja, Algieria, Maroko) bazuje na warzywach, rybach i owocach. Istotnym uzupełnieniem dań jest pieczywo (sezamowe obwarzanki, podpłomyk, pita).

## Charakter i wpływy
Kuchnia arabska ma silny wpływ na kuchnię Izraela. Poza tym niektóre dania, jak np. tabouleh czy falafel występują w krajach niearabskich, jak np. w Iranie i Turcji.
Kuchnia arabska w obecnej formie kształtowała się przez wiele wieków, wchłaniając elementy typowe dla rozmaitych obszarów włączanych kolejno do kalifatu arabsko- muzułmańskiego. Zwyczaje żywieniowe różnią się w zależności od części świata arabskiego. Kuchnię i kulturę można podzielić na arabski Zachód, czyli Maghreb oraz arabski Wschód zwany Maszrekiem. W skład Maghrebu wchodzi Algieria, Maroko i Tunezja. Kuchnia Maghrebu jest wyraźnie ostrzejsza niż bliskowschodnia. Wpływy innych kuchni  świata są widoczne w kuchni arabskiej, jako że Arabowie, którzy mieszkali w obrębie najważniejszych szlaków handlowych, zawsze trudnili się handlem i w przypadku nadwyżki danego produktu spożywczego czy przyprawy z innych krajów, potrafili je wykorzystać w swoich tradycyjnych daniach. Najstarsza książka kucharska w języku arabskim, która pokazuje wpływy z różnych krajów pochodzi z 703 r. n.e. i nazywa się „Wusula ila l’habid”. Beduińska kuchnia była bardzo prosta: mięso hodowanych zwierząt, mleko, woda, daktyle i figi oraz chleb, przede wszystkim w formie dużych płaskich placków. Popularne były także sery i jaja. Egipcjanie wnieśli do kuchni arabskiej, pieczoną gęś, fasolę, zupę z boćwiny, placki z fasoli, bamię (piżman jadalny), Syryjczycy potrawy na bazie oliwy: sałatki z ogórków, porów, cebuli i zielonej sałaty. Libańczycy przekazali Nomadom jak jeść banany i pomarańcze. Z Armenii i Kurdystanu zapożyczono burg-hul (grubą pszenną kaszę), z kolei orzechy laskowe, wiśnie i figi przybyły od Asyryjczyków. W kuchni arabskiej znajdują się również smaki dań kaukaskich (szaszłyki, nadziewane warzywa, „perskie mleko”- jogurt). Od Persów nauczono się podawania ryżu z warzywami, przyrządzania słodkości i deserów, potraw słodko- kwaśnych. Od Francuzów Algieria, Maroko i Tunezja przejęły tradycję uprawiania winorośli, czyniąc swoje wermuty i wina muszkatowe znane w Zachodniej Europie. 

## Mięso
Rodzaje spożywanego mięsa określane są przez zasady żywieniowe wskazane przez Koran. Je się głównie wołowinę, baraninę, drób oraz ryby. Z mięsa przyrządza się na przykład kebab, tikka i szawarma. W wielu krajach popularny jest rodzaj gołąbków w kiszonych liściach winogronowych, zwanych dolma. Do mięs podaje się często ryż. W Maghrebie popularniejszy jest kuskus, czyli pszenna kasza. Ziemniaki dodaje się raczej do sałatek, w których najczęściej używanym składnikiem są pomidory i ogórki. Popularne są też pikle, przyrządzane z ogórków, marchwi, białej rzepy i limonek – nazywane torszi lub muchallal. Inne ważne składniki to cebula i czosnek oraz ciecierzyca, z której przyrządza się m.in. pastę zwaną hummus.

## Napoje
Najpopularniejszymi napojami są kawa i herbata. Kawę częściej pije się obecnie na wschodzie świata arabskiego (dodaje się do niej kardamonu, wody różanej oraz cynamonu). W Maghrebie najpopularniejszym napojem jest mocna miętowa herbata, często serwowana z migdałami. Arabowie chętnie piją też soki ze świeżych pomarańczy, limonek i granatów.

## Orientalne przyprawy i aromaty
- Berberys – małe, jaskrawoczerwone jagody pochodzącego z Iranu krzewu berberysu mają orzeźwiający kwaskowaty smak. Jagody berberysu dodaje się do dań jednogarnkowych, omletów oraz potraw z ryżu.
- Kwiat róży – suszone wydrążone płatki róży dodaje się do przyprawy ras-el-hanout i do konfitur. Wodą różaną, którą otrzymuje się przez silne rozcieńczenie olejku różanego, perfumuje się desery.
- Pomarańcze – sałatkę pomarańczową doprawianą wodą z kwiatów pomarańczy podaje się w krajach arabskich na deser, a w Maroku także na przekąskę.
- Limonki – w Iranie, Iraku, rejonie Zatoki Perskiej oraz w Egipcie limonki stosuje się tak jak cytryny, do nadawania potrawom kwaskowatego smaku. Do dań dodaje się je w całości lub sproszkowane i gotuje razem z potrawą.
- Sumak – przed pojawieniem się cytryny kwaskowe owoce sumaka były w kuchni arabskiej dodatkiem zakwaszającym. W Syrii, Palestynie, Libanie oraz Iraku sumakiem posypuje się sałatki, ryby, drób oraz szaszłyki.
- Owoce tamaryndowca – owoce te w rejonie Zatoki Perskiej stosuje się do nadawania słodko-kwaśnych nut smakowych potrawom rybnym i warzywnym. Strąki tamaryndowca zawierają pastę o intensywnym kwaskowatym smaku.
- Tahina – pasta sezamowa stosowana w kuchni wschodnioarabskiej i egipskiej.
- Harissa – ostra pasta z dodatkiem chili, czosnku, soli, ziół oraz przypraw z olejem. W kuchni północnoafrykańskiej harissę dodaje się do dań jednogarnkowych, zup, kuskusu oraz potraw mięsnych.

## Mieszanki przyprawowe stosowane w kuchni arabskiej
- Chermoula – północnoafrykańska marynata, służy do przyprawiania ryb oraz mięsa przeznaczonych do duszenia w tajine i smażenia.
- Hawayij – ostra mieszanka przyprawowa pochodząca z Jemenu, z dużą ilością chili. Nadaje się do zup i dań jednogarnkowych, szczególnie dobrze pasuje do baraniny oraz wołowiny.
- Kefta (kafta, kofta) – kuleczki z mielonego mięsa oraz mieszanka przyprawowa, którą dodaje się do wszystkich dań z mięsa mielonego.
- Kebab – szaszłyki mięsne i smażone mięso, ale także mieszanka przyprawowa stosowana do ich przyprawiania.
- Baharat – ognista przyprawa z kolendrą, kardamonem, kminem rzymskim, cynamonem, goździkami, gałką muszkatołową, pieprzem. Nadaje się do kuskusu i bulguru, a także do mięs, ryb, zup i sosów.
- Ras-el-hanout („mieszanka właściciela ziemskiego”) – ostra, północnoafrykańska przyprawa stosowana do dań tajine i mięsnych.

## Typowe orientalne składniki i potrawy
- Bulgur – jeden z podstawowych artykułów żywnościowych kuchni wschodnioarabskiej i północnoafrykańskiej. Bulgur może być drobny lub gruby, jasny albo ciemny (pełnoziarnisty). Otrzymuje się go poprzez gotowanie pszenicy durum, suszenie na słońcu oraz rozdrabnianie jej w młynku. Za pomocą specjalnych sit dzieli się ją na bulgur gruby oraz drobny.
- Kuskus – małe kuleczki z pszenicy twardej, podaje się go z warzywami, rybą oraz mięsem z Algierii. Ich nazwa pochodzi od naczynia wyrabianego z kamionki zwanego keskes, z dziurkowanym dnem, nakładanym na inne miedziane naczynie do gotowania drobnej pszennej kaszy (faufal).
- Liście winorośli – w kuchni wschodnioarabskiej za wyjątkowy przysmak uważa się faszerowane liście winorośli, które można podawać na zimno i ciepło. Farsz może być wegetariański albo z ryżu i mielonego mięsa.
- Pigwa – w kuchni orientalnej z pigw przyrządza się pikantne dania duszone, a także desery.
- Bakłażany – podłużne bakłażany stosowane są do faszerowania, a krótkie, okrągłe, do grillowania i smażenia.
- Okra – cenione[według kogo?] warzywo w krajach Orientu, strąki zawierają śluzowatą substancję, która podczas obróbki cieplnej nie powinna się z nich wydostawać.
- Cieciorka – w krajach arabskich suszone warzywa strączkowe są podstawowym artykułem żywnościowym. Stosuje się je do przyrządzania mezze, humusu oraz falafel, dodaje do zup i dań ryżowych.
- Szerbah – zupa arabska z baraniny, z suszonymi morelami, pomidorami, cebulami, czerwoną papryką, tymiankiem, solą i pieprzem z makaronem w postaci nitek.
- Tadżin – potrawa najbardziej znana w kuchni marokańskiej, której nazwa pochodzi od arabskiego naczynia, w którym jest przygotowywana – rondla wypalanego z gliny ze szpiczastą pokrywą służącego do długiego gotowania baraniny (tadżin ahmar) lub kury na małym ogniu aż do wchłonięcia przez mięso wszystkich zapachów przypraw i warzyw, w których się dusi, przy odpowiednio gęstej postaci sosu. Popularny jest także tadżin z jajek, cebuli, czosnku i pomidorów.
- Baranina – najpopularniejsze mięso wśród Arabów, zgodnie z tradycją islamu. Z baraniny najbardziej popularną potrawą jest meszui, czyli baran pieczony na dużym rożnie, który w czasie pieczenia jest obficie polewany masłem. Pieczenie takiej potrawy odbywa się na wolnym powietrzu, podczas gdy ucztujący urywają rękami odpowiednio przypieczone kawałki baraniny, popijając je wodą lub mlekiem owczym, ponieważ Koran zabrania wyznawcom Proroka picia alkoholu.
- Reszta – arabski makaron trzyjajeczny z mąki pszennej.
- El lubia – tradycyjna biała fasola z czosnkiem, słodką papryką, goździkami oraz kminkiem.
- Harrira – zupa wywodząca się z regionu Maroka, powstała na bazie baraniny lub wołowiny, z łupanym grochem, soczewicą, jajkiem, nacią pietruszki, cytryną, mąką, solą i pieprzem.
- Szakszuka – inaczej jajecznica po arabsku, z dużą ilością ziemniaków, cebulą, czerwoną papryką, pomidorami, tymiankiem, solą i pieprzem.
- Harrisa – ostra pasta dodająca smaku kuskusowi, kanapkom, makaronom, zupom na bazie papryki chili, czosnku, kolendry, kminku zwyczajnego, kminu rzymskiego z dodatkiem oliwy.

Oprócz tych dań, popularne są inne jednogarowe znane jako ragoût (w tym z baraniny lub z koźlęcia-Mermez) czy flaczki; a także liczne sałatki, w których dominuje pomidor, papryka, ryż. Także ryby takie jak dorada, dorsz czy karmazyn nie należą do rzadkich w potrawach arabskich.

## Arabskie desery
- Ciasto yufka i filo – cienkie blaty nadziewa się na słodko lub ostro, yufka jest grubsza od filo.
- Dżamilah – placek przyrządzany z daktyli, migdałów, jajek, cukru oraz mąki ziemniaczanej.
- Messelmen – placuszki algierskie na słodko smażone na głębokim oleju z dodatkiem migdałów oraz miodu pszczelego.
- El Muna – ciasto drożdżowe z mąki krupczatki, mleka, oliwy, soku z pomarańczy oraz smażonej skórki pomarańczowej.
- Konfitura z pomarańczy
- Marynowane cytryny

## Zasady zachowania się przy stole arabskim
Ważnym elementem kultury jedzenia w świecie arabskim jest gościnność, z arabskiego domu nikt nie może wyjść głodny. Zasady zachowania się przy stole sięgają swymi korzeniami sunny Proroka. Najważniejsze przekazy na ten temat przytoczone przez Ibn Abd ar-Rabbihiego znajdują się w rozdziale O kulturze jedzenia w jego Alk-Ikd al- farid:
Rzekł Prorok: Kiedy ktoś je, niech używa prawej ręki, podobnie jak przy piciu, bo szatan używa do tego celu lewej ręki.
Rzekł także: Mówcie: W imię Boga miłosiernego litościwego kiedy zaczynacie jeść, i mówcie: Dzięki Bogu!, kiedy skończycie. I oblizywał palce po jedzeniu.
Rzekł także: Obmycie się przed jedzeniem zapobiega ubóstwu, a po jedzeniu oddala od grzechów. [...]
O zasadach zachowania się przy stole pisało wielu innych autorów, szczególnie zajmujących się adabem, który miał wielostronne znaczenie i stanowił także rodzaj savoir vivre’u. Al- Ibszihi, znany literat, pisał: „Jeśli ktoś zasiada do jedzenia, niech na początku i na końcu wspomni imię boskie. Każdy, kto zabiera się do jedzenia, powinien przestrzegać określonych zasad i zwyczajów, odpowiednich na tę okazję (...). Należy jeść i pić prawą ręką, przy czym nie wolno tego robić na stojąco. Pewien mężczyzna, który usługiwał królom, radził swemu synowi: „kiedy jesz, zamknij usta, nie rozglądaj się na lewo i na prawo, połykaj bezgłośnie. Nie siadaj nad kimś, kto jest bardziej szanowny od ciebie i wyżej od ciebie stoi w hierarchii. Nie pluj w czystych miejscach”. 

Przy stole arabskim ważne jest, aby ucztę rozpoczynały osoby, które mają prawo do pierwszeństwa z racji wieku czy też swej pozycji. Nie należy również milczeć podczas jedzenia, lecz opowiadać o tym, co na ten temat twierdzili ludzie sprawiedliwi i wykształceni. Natomiast jeśli współbiesiadnik poda nam miskę do obmycia rąk, należy ją przyjąć i nie oddawać. Problematyka ta, poruszana wielokrotnie w sunnie, stała się tematem rozmaitych traktatów i opisów. Autorem jednego z takich traktatów, w całości poświęconemu jedzeniu jest Szihab ad-Din al-Achfaszi, żyjący w XIV wieku. Pisze on, że do stołu należy zasiadać boso, aby stopy odpoczęły. Podczas jedzenia należy siedzieć na lewej nodze. Wiąże się to z tym, że w świecie muzułmańskim tradycyjnie nie używa się stołów, misy i talerze stoją na obrusie, a biesiadnicy siedzą dookoła na podłodze lub na poduszkach. Potrawy mogą być też podane na stole o bardzo niskich nogach, co także wymaga siedzenia na podłodze lub poduszkach. Zasadniczo nie należy jeść na leżąco, choć obyczaj pozwala jeść w tej pozycji niektóre rzeczy (słodycze, orzeszki). Przed i po jedzeniu należy umyć ręce, nie wycierając ich, ma to znaczenie zarówno higieniczne jak i symboliczne (mycie rąk po jedzeniu oddala głupotę). Jeśli jedzenie jest płynne, należy jeść wszystkimi palcami, jeśli zaś gęste – trzema. Niegrzeczne jest jedzenie jednym lub dwoma palcami. Po jedzeniu palce należy oblizać, a nie wycierać w serwetę. Z przyjęcia nie należy wynosić żadnego pożywienia. Natomiast odmowa posiłku może być uznana za obelgę. Jedzenie należy popijać małymi łyczkami wody. Źle jest widziane zrzucanie okruszków ze stołu. Zasady te, choć zapisane wiele wieków temu, niewiele się zmieniły. Stosuje się już często sztućce, jednak w przypadku wielu arabskich dań są one bezużyteczne. Rozpowszechnione jest stosowanie wykałaczki (miswak, siwak). Według sunny Prorok Muhammad przywiązywał wielką wagę do częstego jej stosowania, która powinna być zrobiona z drzewa arakowego. Badania naukowe wykazały, że drewno araku ma właściwości dezynfekujące. Jeden z przekazów informuje, że nakaz używania miswaku Prorok otrzymał bezpośrednio od Boga. Zgodnie z zasadą preferowania prawej strony, sunna nakazuje czyszczenie zębów, poczynając od prawej strony. Średniowieczni muzułmanie uważali, że stosowanie wykałaczki wybiela zęby, rozjaśnia umysł, umila oddech, wzmacnia dziąsła i poprawia wzrok. XVIII-wieczny indyjski mistyk, Nasir Muhammad Andalib, uważał stosowanie wykałaczki za szczególny znak, wyróżniający wyznawców islamu.